# Žaneta Fuchsová
Žaneta Fuchsová (* 31. března 1972 Praha) je česká dětská herečka, jež si pod tímto svým rodným jménem zahrála celkem ve 33 českých filmech.
V českém filmu poprvé hrála už ve svých pěti letech (Terezka v pohádce režiséra Oty Kovala Kočičí princ). V současné době pracuje jako asistentka režie a pomocná režisérka a herectví se systematicky nijak nevěnuje.

## Filmografie, výběr
- 1978 Kočičí princ – Terezka
- 1979 Housata – Terka, dcera Markové
- 1979 Jak rodí chlap povídka Poštovský panáček – Andulka Panáčková
- 1980 Julek – Líba
- 1980 Lucie, postrach ulice (TV seriál) – Lucie
- 1980 Poeta (film FAMU) – holka se závojem
- 1981 Kaňka do pohádky – Vendulka Prokopcová
- 1981 Počítání oveček (TV film) – Hanka
- 1984 Bambinot (TV seriál) – Luisa / Samantha, korunní princezna
- 1984 Létající Čestmír (TV seriál) – Barborka Bartáková
- 1984 Lucie, postrach ulice – Lucie
- 1984 ...a zase ta Lucie! – Lucie
- 1985 Vlak dětství a naděje (TV seriál) – Věrka, dítě
- 1986 Chobotnice z II. patra – Eva Holanová
- 1986 Pohádka bez konce (TV film) – kominická víla
- 1986 Veselé Vánoce přejí chobotnice – Eva Holanová
- 1987 Chobotnice z II. patra (TV seriál) – Eva Holanová
- 1988 Pan Tau – herečka v divadle
- 2004 Rodinná pouta (TV seriál) – Regina Králová, sekretářka